# براندون ارتشر
براندون ارتشر (بالإنجليزية: Brandon Archer)‏ هو لاعب كرة قدم أمريكية أمريكي، ولد في 30 أكتوبر 1983 في منيابولس في الولايات المتحدة.

## وصلات خارجية
- براندون ارتشر على موقع مرجع كرة القدم المحترفة.كوم (الإنجليزية)